# Pavlovce (Banská Bystrica)
|  | No s'ha de confondre amb Pavlovce (Prešov). |

Pavlovce és un poble i municipi d'Eslovàquia. Es troba a la regió de Banská Bystrica.

## Història
La primera menció escrita de la vila es remunta al 1431.

## Demografia
| Godina             | 1994 | 2004    | 2014    | 2024   |
| ------------------ | ---- | ------- | ------- | ------ |
| Nombre de persones | 315  | 347     | 395     | 422    |
| Diferència         |      | +10,15% | +13,83% | +6,83% |

| Godina             | 2023 | 2024   |
| ------------------ | ---- | ------ |
| Nombre de persones | 427  | 422    |
| Diferència         |      | −1,17% |